# Martretia quadricornis
Martretia quadricornis là một loài thực vật có hoa trong họ Diệp hạ châu. Loài này được Beille mô tả khoa học đầu tiên năm 1908.